# سيسلي تشوي
سيسلي تشوي (من مواليد 6 فبراير 1991) ممثلة في هونغ كونغ، وكانت الوصيفة الأولى في ملكة جمال هونغ كونغ 2013. بدأت تشوي حياتها المهنية في التمثيل بعد فترة طويلة من المنافسة في المسابقة؛ لقد وقعت مع شركة تي في بي وظهرت لأول مرة في المسلسل الدرامي المتفوقون عام 2014.

## الروابط الخارجية
- سيسلي تشوي على موقع IMDb (الإنجليزية)
- سيسلي تشوي على موقع قاعدة بيانات الفيلم (الإنجليزية)

- قالب:Sinaweibo قالب:Zh-hant
- سيسلي تشوي  على فيسبوك.
- سيسلي تشوي على إنستغرام
- Miss HK profile